# 臺東縣私立公東高級工業職業學校
臺東縣私立公東高級工業職業學校（英語：Catholic St. Joseph Technical High School），簡稱公東高工，是一所由天主教會白冷會傳教士創辦於臺東市的私立技術型高級中等學校，近半學生為原住民，來自弱勢家庭的學生超過兩成。

## 沿革
1957年，天主教白冷會錫質平神父籌劃創校。
1958年，奉中華民國教育部准許成立董事會。由於該校係天主教（羅馬公教會）在臺灣東部所設立之職業學校，因此議定校名為臺東縣私立公東高級工業職業學校。
1960年，由瑞士建築師賈斯特斯·達辛登設計的公東教堂落成啟用；同年9月，奉當局准許立案登記，並設機工及傢具木工兩科。
1969年，增設建築製圖科。
1970年，增設機械製圖科。
1984年，該校與香港柚木股份有限公司合作辦理木工科輪調式建教合作班。
1987年，增設控制科。
1988年，增設資訊科。
1990年，增設室內空間設計科。
1993年，與東區職業訓練中心合辦實用技能班，設有機械修護與組裝技術兩科。
1997年，控制科改制為電機科 （页面存档备份，存于）。
1998年，建築製圖科改制建築科。
2015年，增設餐飲科，廢除機械加工科。
2023年，教育部第13次私校退場審議會決議以「財務狀況顯著惡化」為由，將公東高工列為專案輔導學校。

## 校歌
作詞：欒　夔 老師
玉山巍泰岱　碧水映蒼穹　大自然美化山城台東
高樓連霄漢　設備極新穎　這便是我們公東高工
三年課業成　雙手具萬能　工業建設端賴群英
莫忘記迎頭趕上去 為民先鋒惟公東
Ti Ra La La Ti Ra 　La La
Ti Ra 　La La Ti　Ra 　La La
Hei Hei
莫忘記迎頭趕上去　為民前鋒惟公東

## 外部連結
- 臺東縣私立公東高級工業職業學校 （页面存档备份，存于）（繁體中文）

1. 白冷會介紹公東高工 SMB stellt die Handwerkerschule Taidong vor (1967) （页面存档备份，存于）
2. 【台灣演義】台灣後山木工傳奇 公東高工 | Taiwan History （页面存档备份，存于）
3. 【愛悅讀】公東的教堂 范毅舜 （页面存档备份，存于）
4. 總統參訪公東高工 肯定校方教學成果【央廣新聞】 （页面存档备份，存于）
5. 台灣最早引進"師徒制"的學校! 台東"公東高工"職業學校享譽"國際技能界" 52年累積70面獎牌 沿襲師徒制精神傳承專業技藝｜記者 陳宥蓉 王俊欽